# موريس رينيه فريشيه
موريس رينيه فريشيه (بالفرنسية: Maurice René Fréchet)‏ هو عالم رياضيات فرنسي.